# Valentin Kravchuk
Valentin Kravchuk (12 de abril de 1944-12 de enero de 2003) fue un deportista soviético que compitió en remo. Participó en los Juegos Olímpicos de México 1968, obteniendo una medalla de bronce en la prueba de ocho con timonel.

## Palmarés internacional
| Juegos Olímpicos | Juegos Olímpicos          | Juegos Olímpicos  | Juegos Olímpicos |
| Año              | Lugar                     | Medalla           | Prueba           |
| ---------------- | ------------------------- | ----------------- | ---------------- |
| 1968             | Ciudad de México (México) | Medalla de bronce | Ocho con timonel |